# Complotto di Tirana
Il complotto di Tirana fu una performance che prese di mira la Biennale di Tirana, avvenuta nel settembre 2001.

## Organizzazione
L'artista Marco Lavagetto, spacciandosi per Oliviero Toscani, spedì email e lettere a Giancarlo Politi, il direttore di Flash Art, e riuscì a farsi invitare come curatore alla Biennale di Tirana. In quell'occasione,  il finto Toscani inventò quattro artisti, ideati intenzionalmente per essere scandalosi e trash (uno era un pedofilo che esponeva foto di bambine, un altro un estremista islamico) comprese le loro opere e i loro percorsi artistici, facendoli invitare a esporre a Tirana, e scrisse anche una presentazione critica in cui ne sosteneva il lavoro da un punto di vista teorico. Il testo fu pubblicato in anteprima sul numero di luglio 2001 di Flash Art e in seguito nel catalogo della Biennale.
I quattro artisti inventati dal falso Toscani erano:
- La nigeriana Bola Ecua
- L'arabo Hamid Piccardo, autore ad Algeri di Les enfants de Osama
- L'italiano Carmelo Gavotta (anagramma di marCo lavaGetto)
- Lo slavo Dimitri Bioy

I quattro artisti furono regolarmente esposti alla Biennale di Tirana, in un evento che riuscì a beffare gli organizzatori, numerosi addetti ai lavori e riviste di settore.

## Esiti
La performance fu scoperta quando, poco dopo l'inaugurazione, avvenuta nel settembre 2001, il vero Oliviero Toscani, venuto a conoscenza del fatto, querelò gli organizzatori della Biennale. La vicenda si complicò ulteriormente perché uno dei quattro finti artisti esposti era indicato come vicino all'estremismo islamico e la Biennale, sponsorizzata anche dal falso Toscani con cartoline recanti l'immagine di Osama Bin Laden, aveva aperto a pochi giorni dagli attentati dell'11 settembre 2001.